# Friendship with Krist and Singto
Friendship with Krist and Singto（フレンドシップ ウィズ クリス アンド シントー）は、タイのGMMTVが制作したバラエティ番組で、クリス・ピーラワット・シェーンポーティラットとシントー・プラチャヤー・レァーンロードの2人がMCを務める。
各エピソードにて、クリスとシントーが各地を旅行したり、さまざまなアクティビティに挑戦する。第6話+特別回1回まではタイにて2019年7月15日から2019年12月15日まで、毎月15日にYouTubeとLINE TVにて配信された。2020年9月24日以降、特別回として2021年2月5日までに3回不定期でYouTubeにて配信された。
日本では、TELASAにて2021年7月1日より見放題配信された。

## タイでの配信
2020年7月のLINE TV ThailandのオンラインTV視聴率レポートにて、バラエティカテゴリで3位にランクされ、視聴率0.0339％、ユニークな視聴者の割合は女性75％、男性25％だった。 翌月には、同部門で5位となり、視聴率は0.0088％、ユニークな視聴者の割合は女性79％、男性21％となった。